# Dawn Explosion
| Recensione   | Giudizio      |
| ------------ | ------------- |
| AllMusic     | [ 1 ]         |
| Sputnikmusic | 2.7 (Average) |
| Progarchives | [ 3 ]         |

Dawn Explosion è il terzo album in studio del gruppo rock statunitense Captain Beyond, pubblicato nel maggio del 1977.

## Tracce

### LP
Lato A
1. Do or Die – 3:39 (Larry "Rhino" Reinhardt, Bobby Caldwell, Willy Daffern)
2. Icarus – 4:14 (Larry "Rhino" Reinhardt, Bobby Caldwell, Lee Dorman)
3. Sweet Dreams – 5:30 (Larry "Rhino" Reinhardt, Bobby Caldwell, Lee Dorman)
4. Fantasy – 6:05 (Larry "Rhino" Reinhardt, Bobby Caldwell, Willy Daffern)

Lato B
1. Breath of Fire – 6:22 (Larry "Rhino" Reinhardt, Bobby Caldwell, Willy Daffern)
2. If You Please – 4:15 (Larry "Rhino" Reinhardt, Bobby Caldwell, Willy Daffern, Lee Dorman)
3. Midnight Memories / Space Interlude – 4:50 (Larry "Rhino" Reinhardt / Larry "Rhino" Reinhardt, Bobby Caldwell, Willy Daffern)
4. Oblivion / Space Reprise – 3:05 (Larry "Rhino" Reinhardt, Bobby Caldwell, Lee Dorman / Larry "Rhino" Reinhardt, Bobby Caldwell, Willy Daffern)

## Formazione
- Willy Daffern - voce solista
- Larry "Rhino" Reinhardt - chitarra solista, chitarra acustica, chitarra slide
- Lee Dorman - basso, string ensemble, cori
- Bobby Caldwell - batteria, percussioni (tutte), cori

Note aggiuntive
- John Stronach e Captain Beyond - produttori
- Registrazioni e mixaggio effettuate al The Record Plant di Sausalito, California (Stati Uniti)
- John Stronach e Rick Sanchez - ingegneri delle registrazioni
- Pacific Eye and Ear - design album originale
- Carl Ramsey - illustrazione copertina album originale
- Ringraziamenti speciali a: Derek Sutton per la direzione, Gary Kelly (Parker Music), Rick Turner (Alembic), George Baker, Chris Sharr ed a Nina, June e Shelley del The Record Plant[5]

## Classifica
| Anno | Classifica    | Posizione raggiunta |
| ---- | ------------- | ------------------- |
| 1977 | Billboard 200 | 181                 |